# Klaas Douwes
Klaas Douwes (Ljouwert, 1650 - 1725) fou un compositor neerlandès del Barroc. Va ser mestre d'escola de Tzum, i el 1699 publicà un tractat de música, l'edició de la qual, corregida i augmentada, aparegué després de la seva mort el 1772 i fou reproduïda diverses vegades amb el títol Grondig ondersoek van de Toonen der Muzijk; vaarin van de wijdte of groorsoek van Octaven. Quinten, Quarten, gheele en halve Toone onvolmakte en valsche spetien geoorloofde t'samenvoeging van Octaven, etcètera